# Uzbequistão na Universíada de Verão de 2021
O Uzbequistão participou da Universíada de Verão de 2021, que aconteceu em Chengdu, na China, entre 28 de julho e 8 de agosto de 2023.
Foram 70 atletas — 36 masculinos e 34 femininos — em seis modalidades olímpicas e uma não olímpica — o wushu.

## Competidores
Estas foram as modalidades e atletas que disputaram a edição:
| Esporte             | Masculino | Feminino | Total |
| ------------------- | --------- | -------- | ----- |
| Atletismo           | 1         | 6        | 7     |
| Esgrima             | 11        | 9        | 20    |
| Ginástica artística | 3         | 1        | 4     |
| Judo                | 7         | 7        | 14    |
| Taekwondo           | 7         | 7        | 14    |
| Tênis               | 3         | 3        | 6     |
| Wushu               | 4         | 1        | 5     |
| Total               | 36        | 34       | 70    |

## Medalhas

### Medalhistas
Estes foram os medalhistas desta edição:
| Kamoliddin Bakhtiyorov Mukhammadkodir Mansurov Nurbek Murtozoev | Abdurakhim Nutfulloev Islombek Ravshankulov Javokhirbek Saparov Mukhammadali Tangriev |

| Madinabonu Mannopova Feruza Sadikova | Ozoda Sobirjonova Madina Mirabzalova |

| Zaynab Dayibekova Gulistan Perdebaeva | Aysuliu Usnatdinova |

### Por modalidade
Estas foram as medalhas por modalidade nesta edição:
| Esporte   | Medalha de ouro | Medalha de prata | Medalha de bronze | Total de medalhas |
| --------- | --------------- | ---------------- | ----------------- | ----------------- |
| Taekwondo | 0               | 5                | 2                 | 7                 |
| Judo      | 0               | 2                | 1                 | 3                 |
| Wushu     | 0               | 1                | 1                 | 2                 |
| Esgrima   | 0               | 0                | 1                 | 1                 |
| Tênis     | 0               | 0                | 1                 | 1                 |
| Total     | 0               | 8                | 6                 | 14                |